# (10322) Mayuminarita
(10322) Mayuminarita est un astéroïde de la ceinture principale.

## Description
(10322) Mayuminarita est un astéroïde de la ceinture principale. Il fut découvert le 11 novembre 1990 à Kitami par Kin Endate et Kazuro Watanabe. Il présente une orbite caractérisée par un demi-grand axe de 2,36 UA, une excentricité de 0,21 et une inclinaison de 1,9° par rapport à l'écliptique.

## Compléments